# Koksan (huyện)
Koksan (Hán Việt: Cốc Sơn) là một huyện thuộc tỉnh Hwanghae Bắc tại Cộng hòa Dân chủ Nhân dân Triều Tiên. Huyện giáp với Singye ở phía nam, giáp với Pankyo của tỉnh Kangwon ở phía đông, giáp với Sinpyong ở phía bắc, giáp với Suan ở phía tây. Năm 2008, dân số của huyện Koksan là 120.693 người (57.252 nam và 63.441 nữ), trong đó dân số đô thị là 16.301 người (13,5%), dân số nông thôn là 104.392 người (86,5%).